# أنجلينكا كريبز
أنجلينكا كريبز (بالألمانية: Angelika Krebs)‏ هي فيلسوفة ألمانية، ولدت في 12 أغسطس 1961 في مانهايم في ألمانيا.